# Elatostema trichomanes
Elatostema trichomanes är en nässelväxtart som beskrevs av H. Winkl.. Elatostema trichomanes ingår i släktet Elatostema och familjen nässelväxter. Inga underarter finns listade i Catalogue of Life.